# Santa FM
Santa FM (en inglés: Saint FM) era una estación de radio al servicio de la isla Santa Elena. Los estudios de la emisora y oficinas de la administración se encontraban en Asociación Hall, Main Street, Jamestown. Era la única emisora de radio independiente en la isla, y también fue la única estación de FM.
La estación también transmitía a través de Internet y fue retransmitida por estaciones en la isla Ascensión y las Islas Malvinas. La organización también produce un periódico semanal, el de Santa Helena Independent que continúa a pesar del cierre de la estación. El director gerente de la estación era Mikael Olsson.

## Historia
Las transmisiones de prueba en Internet y FM comenzaron en septiembre de 2004. Las emisiones fueron oficialmente inauguradas en enero de 2005.
En junio de 2006 las emisiones se iniciaron en la Isla Ascensión en 91.4 MHz, siendo localmente retransmitido por VT Merlin Comunicaciones.
El 1 de septiembre de 2006 la radio se comenzó a difundir en Puerto Argentino/Stanley en las Islas Malvinas en 95.5 MHz. El servicio de retransmisión fue proporcionado por KTV Ltd, bajo el título KTV Radio Nova Santa FM, y se extendió a los residentes en las proximidades de la Base Aérea de Monte Agradable.
Santa FM cerró sus transmisiones el 21 de diciembre de 2012 y fue relanzado el 10 de marzo de 2013 como Radio Comunitaria Santa Elena.

## Frecuencias
El transmisor principal en isla estaba en High Knoll Fort, y radiaba en 93.1 MHz. También había un relé en Levelwood que operaba en 95.1 MHz y un relé para Cerro Azul y la zona de Planta Árida que operaba en 91.1 MHz. Jamestown también contaba con un transmisor que irradiaba en 106,7 MHz.